# Amsterdam RAI
L'Amsterdam RAI Exhibition and Convention Centre (o più semplicemente Amsterdam RAI) è un centro per congressi e fiere nel quartiere Zuidas di Amsterdam.

## Storia
Le origini dell'Amsterdam RAI risalgono al 1893 quando fu fondata la società olandese Rijwiel-Industrie (spesso abbreviata in RI e traducibile con "Industria delle biciclette"), che riunì diverse società produttrici di biciclette. Nel 1900 la RI cambiò nome in RAI (Rijwiel en Automobiel Industrie), poiché alcuni membri avevano iniziato a produrre anche le macchine.
Nel 1922 la società costruì un centro per ospitare fiere ed esibizioni legate alla propria attività lungo la Ferdinand Bolstraat, ch nel 1961 fu sostituito dall'attuale complesso in Europaplein, inaugurato dal principe Bernhard il 2 febbraio dello stesso anno.
In seguito al pareggio a quattro nell'Eurovision Song Contest 1969, fu deciso che i Paesi Bassi avrebbero ospitato l'edizione 1970 e l'Amsterdam RAI fu scelto per ospitare il quindicesimo Eurovision Song Contest, vinto da Dana per l'Irlanda con All Kinds of Everything.
Nel 2009 è stato completato l'ultimo ampliamento del centro, l'Elicium, alto 47 metri.